# Vaulx-Vraucourt
Vaulx-Vraucourt és un municipi francès situat al departament del Pas de Calais i a la regió dels Alts de França. L'any 2007 tenia 1.062 habitants.

## Demografia

### Població
El 2007 la població de fet de Vaulx-Vraucourt era de 1.062 persones. Hi havia 356 famílies de les quals 72 eren unipersonals (28 homes vivint sols i 44 dones vivint soles), 124 parelles sense fills, 140 parelles amb fills i 20 famílies monoparentals amb fills.
La població ha evolucionat segons el següent gràfic:
Habitants censats

### Habitatges
El 2007 hi havia 377 habitatges, 356 eren l'habitatge principal de la família, 9 eren segones residències i 11 estaven desocupats. 371 eren cases i 6 eren apartaments. Dels 356 habitatges principals, 291 estaven ocupats pels seus propietaris, 59 estaven llogats i ocupats pels llogaters i 6 estaven cedits a títol gratuït; 1 tenia una cambra, 14 en tenien dues, 32 en tenien tres, 94 en tenien quatre i 215 en tenien cinc o més. 303 habitatges disposaven pel capbaix d'una plaça de pàrquing. A 153 habitatges hi havia un automòbil i a 156 n'hi havia dos o més.

### Piràmide de població
La piràmide de població per edats i sexe el 2009 era:
| Homes | Edats   | Dones |
| ----- | ------- | ----- |
| 0     | 95 o +  | 4     |
| 4     | 90 a 94 | 36    |
| 0     | 85 a 89 | 36    |
| 0     | 80 a 84 | 20    |
| 20    | 75 a 79 | 44    |
| 24    | 70 a 74 | 24    |
| 24    | 65 a 69 | 28    |
| 32    | 60 a 64 | 32    |
| 8     | 55 a 59 | 12    |
| 36    | 50 a 54 | 36    |
| 40    | 45 a 49 | 20    |
| 44    | 40 a 44 | 52    |
| 44    | 35 a 39 | 40    |
| 44    | 30 a 34 | 32    |
| 24    | 25 a 29 | 24    |
| 40    | 20 a 24 | 44    |
| 40    | 15 a 19 | 52    |
| 28    | 10 a 14 | 36    |
| 36    | 5 a 9   | 40    |
| 16    | 0 a 4   | 20    |

## Economia
El 2007 la població en edat de treballar era de 635 persones, 447 eren actives i 188 eren inactives. De les 447 persones actives 404 estaven ocupades (223 homes i 181 dones) i 43 estaven aturades (17 homes i 26 dones). De les 188 persones inactives 55 estaven jubilades, 64 estaven estudiant i 69 estaven classificades com a «altres inactius».

### Ingressos
El 2009 a Vaulx-Vraucourt hi havia 369 unitats fiscals que integraven 950,5 persones, la mediana anual d'ingressos fiscals per persona era de 17.213 €.

### Activitats econòmiques
Dels 30 establiments que hi havia el 2007, 2 eren d'empreses extractives, 2 d'empreses alimentàries, 2 d'empreses de fabricació d'altres productes industrials, 3 d'empreses de construcció, 10 d'empreses de comerç i reparació d'automòbils, 3 d'empreses de transport, 3 d'empreses d'hostatgeria i restauració, 4 d'entitats de l'administració pública i 1 d'una empresa classificada com a «altres activitats de serveis».
Dels 6 establiments de servei als particulars que hi havia el 2009, 1 era una oficina de correu, 2 tallers de reparació d'automòbils i de material agrícola, 1 guixaire pintor, 1 electricista i 1 perruqueria.
Dels 2 establiments comercials que hi havia el 2009, 1 era una botiga de més de 120 m² i 1 una botiga de menys de 120 m².
L'any 2000 a Vaulx-Vraucourt hi havia 20 explotacions agrícoles que ocupaven un total de 836 hectàrees.

## Equipaments sanitaris i escolars
L'únic equipament sanitari que hi havia el 2009 era una farmàcia.
El 2009 hi havia una escola elemental.

## Poblacions més properes
El següent diagrama mostra les poblacions més properes.